# SNR 0509-67.5
Pour les articles homonymes, voir Bulle, Rouge (homonymie) et SNR.
La Bulle Rouge ou Red Bubble ou SNR 0509-67.5 est un rémanent de supernova (SNR) situé dans la galaxie naine du Grand Nuage de Magellan, satellite de la Voie lactée, du Groupe local. Visible depuis l'hémisphère sud, ce rémanent de 23 années-lumière de diamètre est situé à environ 160 000 années-lumière de la Terre, dans la constellation de la Dorade. Il affiche un motif clair d'onde de choc rouge rubis quasiment parfaitement sphérique (d'apparence circulaire).

## Histoire
La supernova s'est produite il y a 400 ans environ, avec une matière expulsée par cette supernova qui s'étend à plus de 5000 km/s (18 millions de km/h) dans l'espace, poussée par une onde de choc chauffée à plusieurs millions de degrés ; le rémanent atteint ainsi une largeur de 23 années-lumière.

## Description

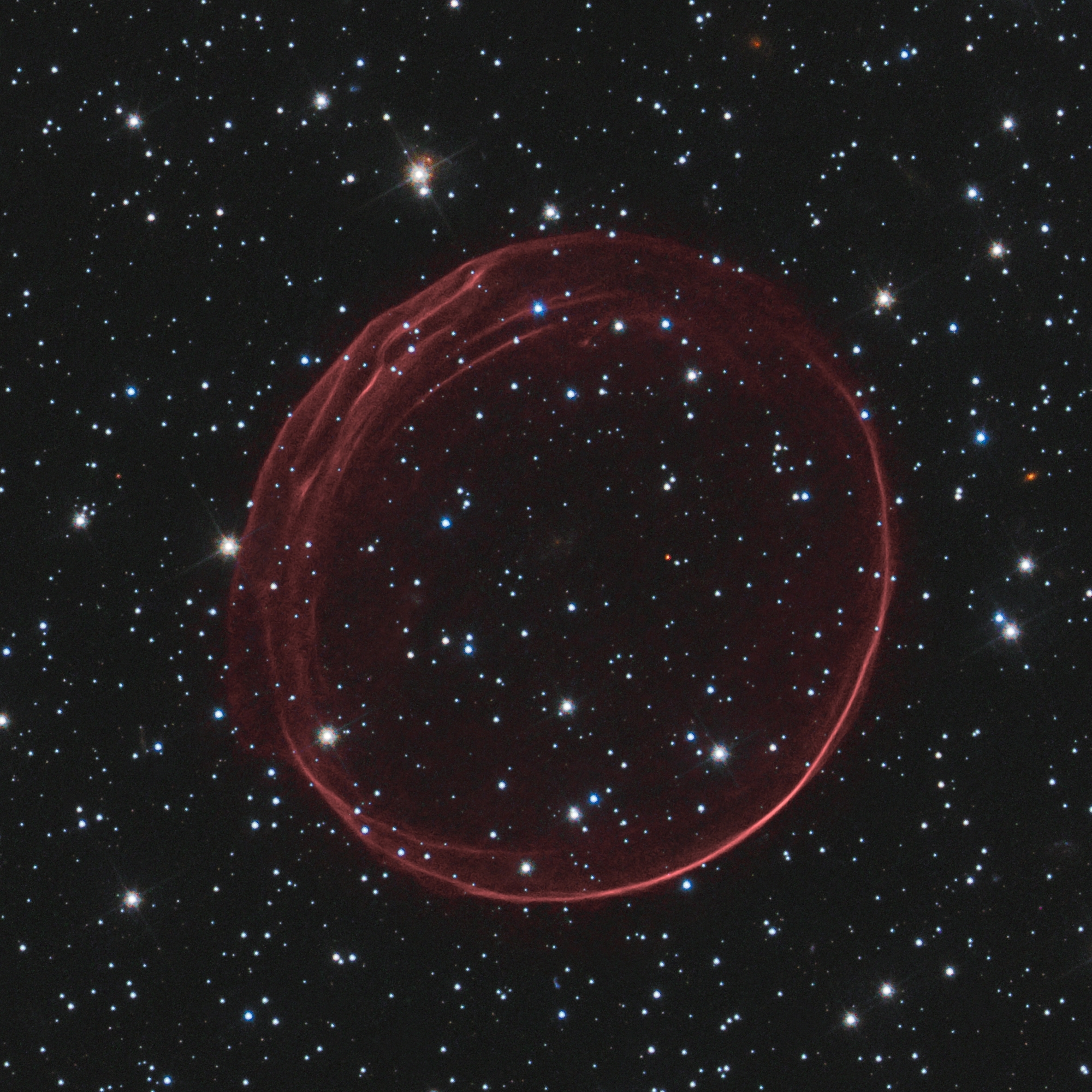
Image de l'onde de choc rouge rubis (hydrogène ionisé) du télescope spatial Hubble (2010).

La supernova à l'origine de SNR 0509-67.5 était probablement une supernova thermonucléaire de type Ia comme l'indique la détection en 2004 des éléments silicium et fer grâce au télescope spatial Chandra. Une telle explosion survient lorsqu'une naine blanche atteint une masse critique (environ 1,4 masses solaires) au-delà de laquelle des réactions de fusion nucléaire se déclenchent et s'emballent au point de conduire à une supernova. Une naine blanche peut atteindre cette masse limite en accrétant de la matière à partir d'un compagnon stellaire (système binaire ou étoile binaire) ou en fusionnant avec une autre naine blanche. La recherche de compagnon ayant « nourri » la naine blanche au point de provoquer son explosion thermonucléaire n'ayant rien donné, l'explication privilégiée concernant la formation de SNR 0509-67.5 est la collision stellaire entre deux naines blanches.

### Écho lumineux

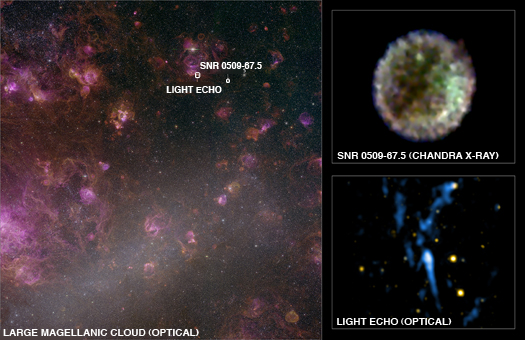
À gauche, localisation du rémanent et de son écho lumineux dans une partie du Grand Nuage de Magellan. En haut à droite, image en rayons X du rémanent par Chandra. En bas à droite, image en optique de l'écho lumineux (en bleu ; les points orange étant des étoiles) par le Télescope Víctor M. Blanco de l'Observatoire interaméricain du Cerro Tololo au Chili.

L'image en bas à droite montre de la lumière optique provenant de l'explosion originale de la supernova, qui a rebondi sur des nuages de poussière interstellaire dans les environs (cette lumière a donc parcouru une plus grande distance pour atteindre la Terre que celle provenant du rémanent en ligne droite, expliquant son retard de plusieurs siècles) : ce phénomène s'appelle un écho lumineux.
L'étude de cet écho lumineux a permis de confirmer que la supernova était bien de type Ia.